# 鉄利靺鞨

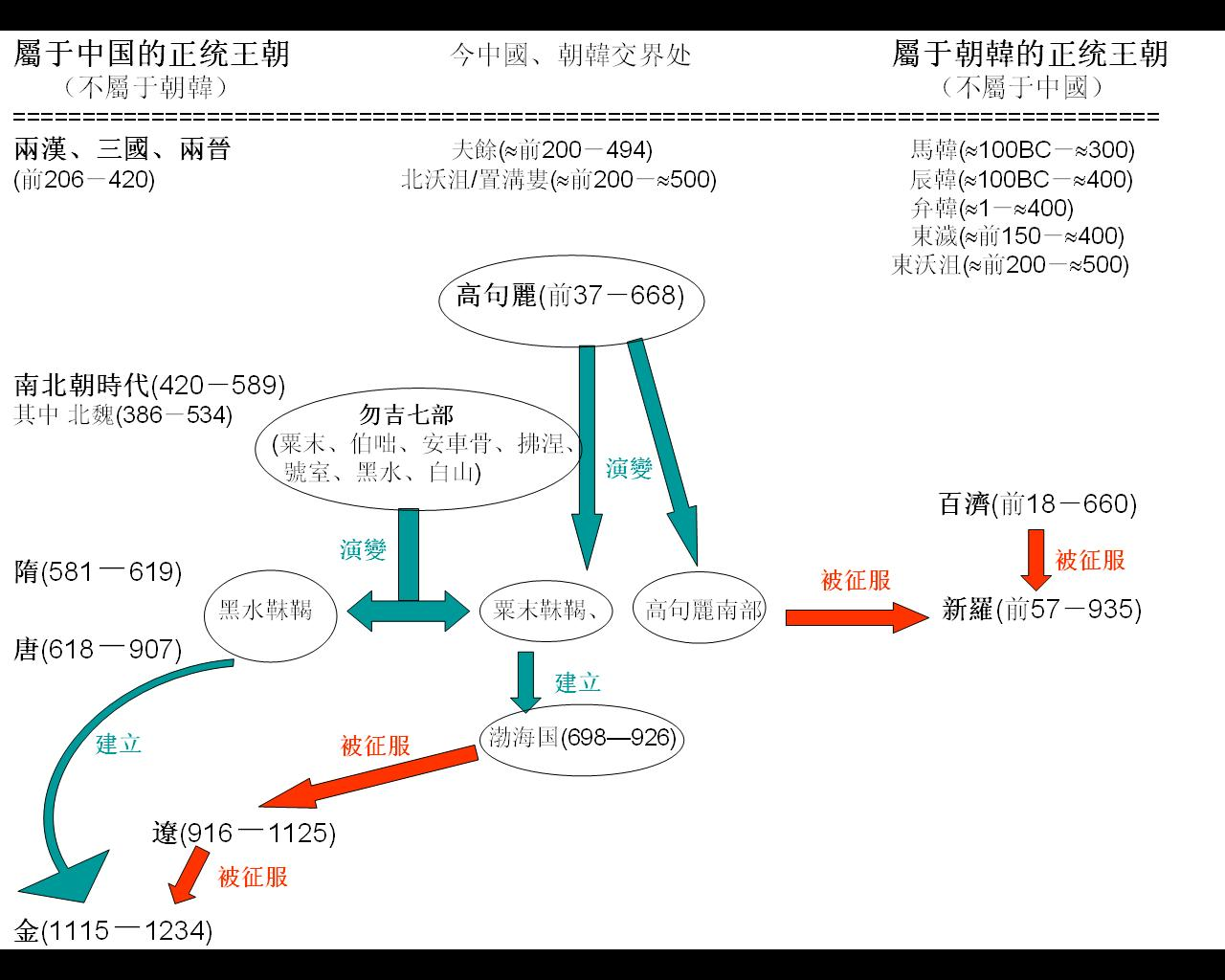
勿吉七部（靺鞨七部）の民族系統。勿吉七部（靺鞨七部）の粟末靺鞨の系統が渤海国に発展し、勿吉七部（靺鞨七部）の黒水靺鞨の系統が金に発展している。

鉄利靺鞨（てつりまっかつ）は、現在の中国黒竜江省南部からロシア連邦沿海州南部に住んでいた靺鞨の一分派である。渤海建国後、鉄利靺鞨が唐朝や突厥の保護を求めて渤海と対立したが、741年渤海の支配に入った。
日本における鉄利人の記述としては、『続日本紀』天平18年（746年）12月10日条に、渤海人と鉄利人、合わせて1100余人が天皇の徳化を慕って来朝したため、出羽国に配して、保護した旨の記述が見られる。
10世紀、契丹と手を結び、旧渤海地域を支配、11世紀前半が最盛期であったが、女真の台頭により没落した。